# Umjetnička fotografija 20. stoljeća
Izum fotografije oslobodio je slikarstvo potrebe kopiranja stvarnosti, i na taj način fotografija je naslijedila žanrove poput portreta i slikanja povijesnih događaja te pridonijela razvoju modernizma. Samo po sebi je bilo jasno kako je fotografija daleko bolje opremljena za precizan prikaz stvarnosti i bilježenje raspoloženja i trenutaka, te je njen djelokrug rada postupno postao sasvim različit od slikarstva. Fotografija je uspjela preuzeti poslove koji su se prije izuma polutonskog tiska i takvog načina tiskanja fotografija objavljivali crtanjem, i nadasve, bakrorezom. To je označilo kraj tog žanra povijesnog slikarstva koje je bilježilo važne političke događaje u prošlosti. Oslobođena od likovne umjetnosti, fotografija se mogla posvetiti dokumentiranju i izvještavanju.

## Počeci u SAD-u
Početak 20. stoljeća na mnogo je načina bio prekretnica koju su označili novi pogledi i oštri rezovi s prošlošću. Ali u SAD-u, pred kraj 19. stoljeća, događa se razvoj socijalno-dokumentarne fotografije kao vrlo važne struje u fotografiji, i on se nastavlja u novo stoljeće. Alfred Stieglitz je 1913. godine otvorio novo razdoblje svojom fotografijom »Potpalublje« započevši razdoblje promatranja koje se istovremeno usredotočilo na odnose između oblika i dubokog ljudskog osjećanja. Jedan od važnih promicatelja tog žanra bio je Lewis Hine (»ljudi koji su sagradili Empire State Building«) i s njim u izravnoj vezi Dorothee Lange (»Majka migrantica« je jedna od najizdavanijih fotografija i prekretnica u povijesti fotografije) i Robert Capa. Fotografija Roberta Cape koja prikazuje borca pogođenog metkom tijekom Španjolskog građanskog rata postala je jednom od najslavnijih slika u povijesti fotografije. Ovi fotografi su bili potaknuti socijalnim angažmanom i nadom da će njihove slike možda pokrenuti neku vrstu promjene.
U uspostavljanju tradicije umjetničke fotografije kao ravnopravnog likovnog stvaranja više su postigli američki fotografi pejzaža. Ansel Adams je nesumnjivo najslavniji predstavnik tog smjera koji je imao i snažnog utjecaja u svijetu.

## Razvoj u Europi
U Europi se u to vrijeme pozornost poklanjala ponešto drukčijim temama. 
U Francuskoj se oko Henrija Cartier-Bressona okupio fotografski pokret kojeg često nazivamo »autorskom fotografijom«. Ona teži ostvarivanju vlastitih ciljeva i tema, te stvara vlastita načela i osebujan stil. Henri Cartier-Bresson je postigao izvanrednu vještinu u tom žanru i dokazao da nije važan fotografski aparat koji promatra objektivno, već oko fotografa koje subjektivno proživljava i bilježi trenutak. Dakle, fotografija uspijeva prenijeti neku poruku, izraziti smisao, pobuditi osjećaje, ili otkriti dublju istinu u pojavama. A tajna je u tome što »umjetnička fotografija« ne zaustavlja bilo koji, nego upravo onaj »odlučujući trenutak« u kojem neka radnja otkriva svoj dublji smisao i istinu, a ljudsko lice izražava narav osobe. Kao takva, fotografija je vrlo bliska dadaističkom načelu Marcela Duchampa: "umjetnost treba tražiti, a ne stvarati".
Fotografija je u Sovjetskom Savezu postala političkim instrumentom i sredstvom političke propagande. Međutim, ona se istovremeno priključila ostalim umjetnostima kao dio političko-kulturnog programa. Tako su revolucionarne godine bile popraćene nestankom granica koje su postojale između raznih područja likovne i primijenjene umjetnosti. Fotografija je postala sredstvom novog pogleda na svijet, kao kod Aleksandra Rodčenka koji maksimalno iskorištava fleksibilnost i pokretljivost 35-milimetarske Leice.
Njemački je doprinos povijesti fotografije tih godina pretežito tmurne i suhoparne prirode. Ali je upravo u Njemačkoj, dvadesetih godina, započeo ponovni dijalog fotografije i likovne umjetnosti. Umjetnici koji se udaljavaju od naslijeđenih konvencija, ruše sva postojeća pravila, i imaju novi pristup fotografiji javljaju se u Bauhausu. Ručni fotografski aparat omogućio je da se iskoriste novi kutovi i perspektive snimanja i ostvare potpuno nova iskustva u fotografiranju. Taj je razvoj bio popraćen određenim brojem novih tehnika kao što su: fotogram, foto-kolaž, režirana fotografija i osobito novim pristupom tehničkim sredstvima fotografskog aparata, filma i fotografskog papira. 
Nadrealizam je pravac koji je osobito prigrlio fotografiju kao medij koji zadovoljava njegove prohtjeve. Surađujući s dadaistima i nadrealistima, Man Ray je spoznao očaravajuće osobine predmeta i s tim ciljem ostvario niz slika i umjetničkih predmeta koji su naglašavali auru što je ti otkriveni predmeti isijavaju čim ih se makne iz svakodnevnog okruženja i smjesti u umjetnički kontekst. Smještanjem predmeta u nesvakidašnje okruženje, izolirajući i stavljajući ono svakidašnje u centar pažnje, fotografija je uspjela snažno ukazati na čaroliju predmeta. Najočitija veza slikarstva i fotografije je fotogram u kojemu se sjene predmeta izravno prenose na fotografski papir.
Nakon Drugog svjetskog rata fotografija proživljava veliku preobrazbu; mijenja se iz izražaja koji tradicionalno utire sam svoj put, izvan povijesti umjetnosti, u autohtonu granu likovne umjetnosti.

## Apstraktna fotografija
Skoro dva desteljeća nakon Drugog svjetskog rata umjetničku fotografiju obilježila je apstrakcija, osobito u SAD-u. Aaron Siskind, blizak prijatelj slikara apstraktnog ekspresionizma, zabilježava ostatke modernog društva i znakove raspadanja. Simboli koji nastaju na ovim fotografijama su neobično slični znakovima nekog drevnog nedešifriranog pisma. Minor White je od 1950tih do 1960tih je koristio kemijske procese u tamnoj sobi kako bi ostvario krajnje osoban apstraktno-ekspresionistički stil mističnih metafora.

## Fantastična fotografija
S obje strane Atlantika se 1950tih ponovno pojavila Fantastična fotografija. Fotografi su eksperimantirali vizualnim efektima uz pomoć posebnih leća i filtera kako bi promijenili sliku stvarnosti, nekada do nepropoznatljivosti. Ovakvo manipuliranje fotografijom prvi je oprobao engleski fotograf njemačkog podrijedla – Bill Brandt. Njegove fotografije su bazirane na književnim i kazališnim predlošcima koji se oslanjaju na neke filmske efekte. Njegove fotodokumentacije su često režirani na način da prenose osobni komentar društvene stvarnosti po uzoru na komentare iz vremena Viktorijanske književnosti.
Amerikanac Jerry Uelsmann, pored svojih veselih fotografija, često koristi arhetipske slike iz podsvjesti u nasumičnom izrazu ostvarujući slike prepune psiholoških simbola.
Noviji fotografi, kao Joanne Leonard 1980tih, koriste fantastične slike kao autobiografski izraz. Još su potresnije fotografije pokojnog Davida Wojnarowicza dok je bolovao od AIDS-a.  
Fotografski opus talijanskog fotografa Augusta De Luce obilježile su slike koje su u svezi s fotografskim eksperimentiranjem.

## Umjetnici kao fotografi
Najsnažnije dosege fotografije i širenje njenih mogućnosti posljednjih godina postižu upravo likovni umjetnici.
Fotografski kolaži koje engleski slikar David Hockney stvara još od 1980tih imaju dojam otkrivenja koje nadilazi tradicionalne granice jedinstvene slike. Brojne fotografije načinjene u određenom vremenu i prostoru spojene su na taj način da zapravo ilustriraju način na koji gledamo i vidimo.
Robert Mapplethorpe je 1980tih izazvao senzaciju svojim fotografijama aktova koji su se drsko bavili erotikom i homoseksualnošću. Razotkrivajući svoje homoseksualne sklonosti došlo je čak do zapljene njegovih fotografija na jednoj od njegovih izložaba.
Cindy Sherman uvijek stavlja sebe u središte svojih fotografija koje izgledaju poput kadrova iz popularnih američkih filmova iz pedesetih, ili kao portret slavnih žena iz prošlosti. Nikada se nije libila predstavljati samu sebe u odbojnom kontekstu, stalno je upadala u nove uloge smještajući svoju umjetnost u najrazličitije kontekste, od feminizma do kultoroloških studija, ali se perspektive psihoanalističkog tumačenja provlače kroz sve njezine radne cikluse.

## Poveznice
- Popis umjetničkih fotografa (engl.)

## Vanjske poveznice
- Centar za Kreativnu fotografiju  Arhivirana inačica izvorne stranice od 21. listopada 2016. (Wayback Machine)
- Kratka povijest fotografije
- MoMA - Fotografija muzeja metropolitan u NY
- Stephan Lupino: U inspirativnoj sam krizi, ljude ne mogu više šokirati kao prije (interview), Slobodna Dalmacija, 23. 7. 1998. - prilog Tv i spektakli, br. 274., str. 8-9  Arhivirana inačica izvorne stranice od 16. veljače 2021. (Wayback Machine)